# 417

## Decese
- 12 martie: Papa Inocențiu I  (n. ?)